# Alan Haughton
Alan Haughton (* 1950) ist ein englischer Komponist, Pianist und Musikperformer. Er komponierte überwiegend für Klavier. 
Beliebt sind seine Rhythm & Rag-Stücke. Seine Werke werden überwiegend von den drei großen Verlagen ABRSM, Kevin Mayhew Publishers und der Oxford University Press herausgegeben.

## Werdegang
Haughton lernte das Klavierspielen im Alter von zehn Jahren. Drei Jahre verbrachte er an der Royal Academy of Music in London, eines der führenden Musikinstitutionen. Dort gewann er mehrere Preise und gab erste Konzerte in der 450 Plätze fassenden Duke's Hall. Nach Abschluss seiner Lehre wurde er stellvertretender Leiter der Hazeldene School in Bedford. 
Mittlerweile (2012) ist er ein anerkannter und etablierter Komponist, der in den drei großen Verlagshäusern ABRSM, Kevin Mayhew Publishers und der Oxford University Press über 60 Alben veröffentlichte. Viele berühmte Werke hat er als musikalischer Direktor begleitet oder auch aktiv mitgewirkt. Zudem hat er bereits mit Sir John Dankworth, Don Rendell, Barbara Thompson, dem Pasadena Roof Orchestra und vielen mehr zusammengearbeitet.

## Werke (Auswahl)
- Rhythm & rag: for clarinet, 1997
- More rhythm and rag: 17 pieces in various popular styles, 1994
- Roundabout: sixteen pieces for the preparatory test for piano, 1992
- Rhythm and rag: 16 pieces in various popular styles, 1988
- Fun club piano: chill out pieces to enjoy between exams